# خبررسانی جعلی

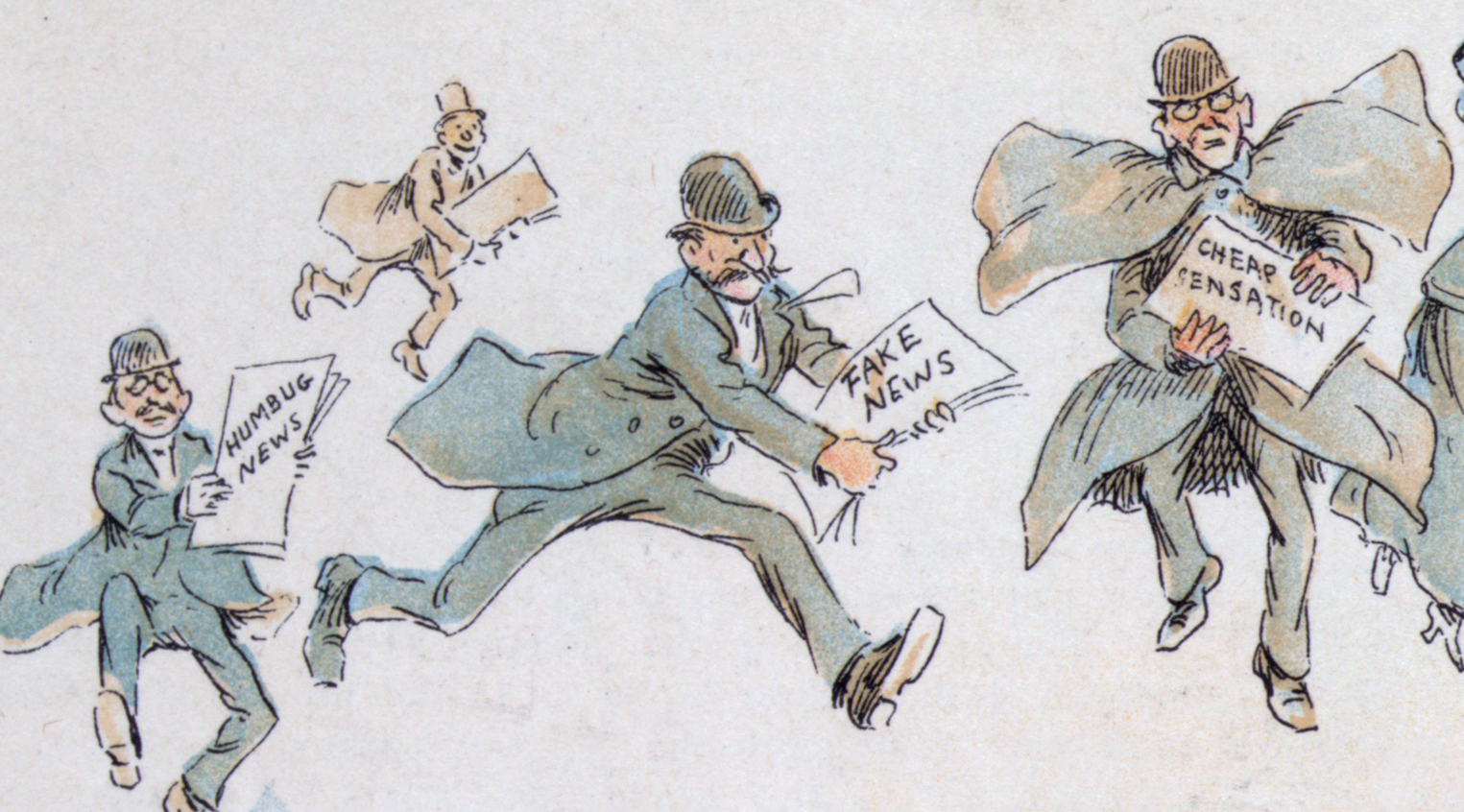
نقاشی مردی که با‌عجله در حال رساندن اخبار جعلی است

خبررسانی جعلی، دروغ‌پراکنی یا اخبار جعلی نوعی خبرنگاری زرد یا پروپاگاندا با قصد پخش اطلاعات غلط است که در بستر رسانه‌های چاپی سنتی، رسانه‌های خبری و رسانه‌های اجتماعی انتشار می‌یابد.
بیشتر بحث‌ها درباره «اخبار جعلی» دو مفهوم را در بر می‌گیرد: اطلاعات غلط و اطلاعات گمراه‌کننده. اطلاعات غلط همان اطلاعاتی است که دروغ است اما فردی که در اصل آن را منتشر می‌کند بر این باور است که این اطلاعات صحیح است. اما اطلاعات گمراه‌کننده اطلاعاتی که دروغ است و شخص منتشرکننده به دروغ بودن آن واقف است. این یک دروغ عمدی و تلاشی فعالانه است که هدف از آن انتشار اطلاعات گمراه‌کننده است و تولیدکنندگان آن عوامل مخرب و بداندیش هستند. 
اما دسته سومی نیز وجود دارد که «اطلاعات مضر»  نامیده می‌شود؛ این نوع اطلاعات بر پایه حقیقت استوار است اما به گونه‌ای به کار می‌رود که به یک فرد، سازمان یا کشور آسیب بزند. نمونه اطلاعات مضر همان گزارشی است که مسائل جنسی اشخاص را بدون این که توجیهی برای منافع عمومی داشته باشد افشا می‌کند. 
اخبار دروغین، آنچه که روزگاری در مجلات زرد شایع بود اکنون با رشد رسانه‌های اجتماعی، مخصوصاً در فید خبری فیس بوک نیز رشد پیدا کرده‌است. قطبی سازی سیاسی، تحقیق در راستای تأیید نظر خود و الگوریتم‌های رسانهٔ اجتماعی در گسترش اخبار دروغین نیز دخیل‌اند. که در بعض موارد توسط بازیگر خارجی متخاصم، مخصوصاً در زمان انتخابات ساخته و تکثیر می‌شود.
یکی از فریبکاری‌های انجام‌شده در مبارزه انتخاباتی فرانسه، ایجاد نسخه تقلبی روزنامه بلژیکی «لو سوار»  بود که در یک مقاله جعلی مدعی شد  امانوئل مکرون ، نامزد انتخابات ریاست جمهوری فرانسه، از عربستان سعودی کمک مالی دریافت کرده است. 
اخبار دروغین گمراه کننده و فریبنده از طنز آشکار یا تقلید مبهم است که به جای اینکه مخاطب را گمراه کند، به طنز می‌پردازد. خبررسانی جعلی به ویژه با گسترش فناوری در سیاست اثرگذار شده‌است. برای رسانه‌ها، توانایی جذب بینندگان به وب‌سایت‌هایشان ضروری است تا تبلیغ‌کنندگان را که برای تبلیغات در وب‌سایت‌هایشان نیازمند هزینه تبلیغ است بپردازند.
اگر انتشار یک داستان با محتوای غلط یک علامت بزرگی تولید کند و بیننده را جذب کند، ممکن است برای تبلیغات تبلیغ‌کنندگان و رتبه‌بندی آنها سودمند باشد. دسترسی آسان به درآمدهای تبلیغاتی آنلاین، افزایش اعتبار سیاسی و محبوبیت در رسانه‌های اجتماعی، در درجه اول فید اخبار رسانه ای، در گسترش خبر جعلی دخیل بوده‌است که برای رقابت با اخبار قانونی ارائه می‌شود داستان بازیگران دولتی نیز در تولید و پخش اخبار جعلی، به‌ویژه هنگام انتخابات دخیل بوده‌است. اخبار دروغین نیز پوشش رسانه‌ای جدی را تحت‌الشعاع قرار می‌دهد و کار روزنامه نگاران را برای پوشش اخبار مهم دشوار می‌کند.

## انواع اخبار جعلی
شیوه‌های پخش‌شدن اخبار جعلی:
- خبرهای ساختگیِ صرفاً منتشرشده به منظور جذب کلیک
- تبلیغات یک‌سویه
- طنز و تقلید جدی‌نما
- دروغ‌رسانی و درج عنوان‌های گمراه‌کننده (روزنامه‌نگاری ناپاک)
- پخش خبرهای مغرضانه یا جهت‌دار به منظور لطمه‌رسانی
- پخش سهوی اطلاعات نادرست که به آن غلط‌رسانی می‌گویند

## اهداف از انتشار اخبار جعلی
اخبار جعلی با هدف گمراه کردن و به منظور آسیب رساندن به یک آژانس، نهاد، یا شخص، یا به‌دست‌آوردن اهداف مالی یا سیاسی نوشته و منتشر می‌شود، که اغلب با استفاده از سرفصل‌های حساس، نادرست که می‌تواند به جهت افزایش خوانندگان، اشتراک گذاری آنلاین و درآمد بر اساس کلیک روی اینترنت هم باشد. در مورد دوم، آن را شبیه به اخبار خنده‌دار آنلاین همچون «کلیک کنید» و مبتنی بر درآمد تبلیغات از این فعالیت، صرف نظر از صحت داستان منتشر شود. به عبارتی دیگر اخبار جعلی، اخباری ساختگی یا تحریف حقایق محرز هستند که واقعی جلوه کرده و به طور عامدانه درجهت کسب منافعی خاص منتشر می‌شوند. از اخبار جعلی برای اهداف سیاسی همچون ایجاد جنگ داخلی یا ایجاد ناآرامی در کشورها و مناطق دیگر استفاده سیاسی می‌شود. استفاده نظامی از اخبار جعلی، دیگر کاربرد این نوع خبرها است. یکی دیگر از اهداف انتشار اخبار جعلی، انگیزه‌های مالی و تجاری است که بیشتر در زمینه تبلیغات محصولات صورت میگیرد.
پاپ فرانسیس رهبر کاتولیک‌های جهان ضمن انتقاد از روزنامه‌نگارانی که به دنبال اخبار جنجالی و رسواکننده و تحریک‌آمیز هستند گفته‌است چنین گزارش‌هایی «به همه انسان‌ها آسیب روحی و جسمی می‌رساند» و انتشار اخبار جعلی گناهی بزرگ است.

## وبگاه اخبار جعلی
سایت اخبار جعلی (انگلیسی: Fake news Website) وب‌سایتهای اینترنتی هستند که به‌طور عمدی اخبار جعلی را تبلیغ می‌کنند که موارد تبلیغاتی و غیرواقعی را به عنوان اخبار واقعی می‌دانند که اغلب با استفاده از رسانه‌های اجتماعی برای بالابردن ترافیک این سایت‌ها و تقویت اثر آن فعالیت می‌کنند.
برخلاف تارنمای خبر، وب سایت‌های خبر جعلی عمداً تلاش می‌کنند که این اخبار را به عنوان اخبار مشروع دانسته و برای آن ارزش قائل شوند، که اغلب برای سود مالی یا سیاسی فعالیت می‌کنند. چنین سایت‌هایی در ایران، آلمان، اندونزی، فیلیپین، سوئد، میانمار و ایالات متحده به اشتباهات سیاسی می‌پردازند. بسیاری از سایت‌ها از روسیه، مقدونیه، رومانی و ایالات متحده میزبانی یا توسط آن‌ها تبلیغ می‌شوند.
وب‌سایت‌های خبر جعلی میزبان ناشناخته‌ای هستند که ناشران ناشناخته دارند که برای فرار از محاکمه منابع خبر جعلی برای قصور دچار مشکل نشوند.

## راه مقابله با اخبار جعلی
مقابله با اخبار جعلی، در سطوح مختلف فردی، رسانه ای، اجتماعی، سازمانی و دولت ها بررسی می شود. هر یک از این مجموعه ها می توانند سهم خود را در پیشگیری و تاثیر گذاری اخبار جعلی به شویه ای مسئولانه که منافات با حقوق آزادی بیان نداشته باشد، ایفا نمایند اما مهمترین راه آموزش همگانی است. چنانچه افزایـش آگاهی و ســطح ســواد اطلاعاتــی و رســانه ای کاربــران رســانه های اجتماعــی و به طور کلی کاربران رسانه دانسته شده است. در هر شرایطی مواردی چون منبع خبر، موضوع خبر، محتوای خبر، اصالت تصویر و ویدئو و ... و جزئیات چون تاریخ خبر ، آمار ارائه شده و ... باید به دقت مد نظر قرار گیرد. یکی از راهکارهای مقابله با اخبار جعلی، اطلاع‌رسانی دقیق و شفاف در خصوص موضوعات مورد علاقه خبرگزاری‌های جاعل است. شفاف‌سازی و آزادسازی اطلاعات به گونه‌ای که همگان از جمله خبرنگاران به اطلاعات دسترسی داشته باشند،‌ به عنوان یکی از راه‌کارهای مقابله با اخبار جعلی معرفی می شود. استفاده از «منبع آگاه» برای ساخت اخبار، یکی از ترفندهای پرکاربرد در ساخت خبرهای فیک است.
آگاه بودن از ویژگی‌های اخبار جعلی، ممکن است به شناسایی و جلوگیری از موارد اخبار جعلی کمک کند.

## تاریخچه اخبار جعلی در کشورها

### در آمریکا
تجزیه و تحلیل بازفید مشخص نمود که بالاترین ۲۰ خبر جعلی در مورد انتخابات ریاست جمهوری ایالات متحده در سال ۲۰۱۶ بیشتر در فیس‌بوک از ۲۰ خبرخوان در مورد انتخابات از ۱۹ رسانه عمده سخن گفت.
انتشار اخبار دروغ از نقل رئیس جمهورهای آمریکا یکی از اخبار فیک مشهور در آمریکاست. اخبار چون پرداخت رشوه به ایران توسط دولت اوباما، اموال و املاک نجومی ترامپ. بر اساس گزارش‌های منابع خبری، یک شرکت تولید دستبندهای الکترونیکی، پس از ایجاد خبرهای فیک و دروغ در تبلیغ محصول خود، پس از فروش هنگفت در کشور آمریکا،‌ توسط دادگاه این شرکت به پرداخت ۵۷ میلیون دلار محکوم شدند.
ترامپ، رئیس‌جمهور سابق ایالات متحده بسیاری از رسانه‌های منتقد خود را فیک نیوز یا انتشار دهنده اخبار جعلی می‌داند.

### در اتریش
سیاستمداران در اتریش با تأثیر اخبار جعلی و انتشار آن در رسانه های اجتماعی پس از مبارزات انتخاباتی ریاست جمهوری ۲۰۱۶ در این کشور برخورد کردند. در دسامبر ۲۰۱۶، دادگاهی در اتریش حکمی را در فیسبوک اروپا صادر کرد و آن را موظف کرد که پست‌های منفی مربوط به رئیس حزب سبز اتریش را حذف کند. این پست ها از یک حساب فیک منتشر می‌شد.

### در فرانسه
فرانسه برای مقابله با فعالیت های فیک نیوزها نهادی ویژه را به کار گرفته است تا از اثرات سوء اخبار فیک بر انتخابات سال ۲۰۰۵ جلوگیری کند. وی یادآور شد که هدف از تشکیل نهاد ویژه مقابله با اطلاع‌رسانی فریبنده و خبرهای جعلی تنها شناسایی و خنثی کردن حملاتی است که از سوی یک سازمان و یا کشور بیگانه برای بر هم زدن ثبات کشور صورت می‌گیرد.
در طول دوره ده ساله قبل از ۲۰۱۶، فرانسه شاهد افزایش محبوبیت منابع خبری جایگزین راست افراطی به نام fachosphere (فاچو به معنی فاشیست) بود. در سپتامبر ۲۰۱۶، این کشور در مورد وب سایت های جعلی ارائه اطلاعات نادرست در مورد سقط جنین با جنجال مواجه شد. مجلس ملی با قصد ممنوعیت چنین سایت های جعلی پیش رفت.  انتخابات ریاست جمهوری ۲۰۱۷ نیز شاهد افزایش حجم اطلاعات نادرست و تبلیغات بود، عمدتاً در میانه چرخه های انتخابات. مطالعه ای که به انتشار اخبار سیاسی در طول چرخه انتخابات ریاست جمهوری ۲۰۱۷می پردازد، نشان می دهد که از هر چهار پیوندی که در رسانه های اجتماعی به اشتراک گذاشته می شود، یکی از منابعی است که به طور فعال با روایت های رسانه های سنتی مخالفت می کند. شرکت فیس بوک ۳۰ هزار حساب کاربری فیس بوک را در فرانسه که با اطلاعات سیاسی جعلی مرتبط بودند حذف کرد.

### در فنلاند
مقامات ۱۱ کشور در نوامبر ۲۰۱۶ در هلسینکی گرد هم آمدند و برای تشکیل مرکزی برای مبارزه با جنگ سایبری اطلاعات نادرست، که شامل انتشار اخبار جعلی در رسانه های اجتماعی است، برنامه ریزی کردند. این مرکز قرار است در هلسینکی مستقر شود و تلاش‌های ۱۰ کشور از جمله سوئد، آلمان، فنلاند و نخست‌وزیر ایالات متحده فنلاند از سال ۲۰۱۵ تا ۲۰۱۹ را ترکیب کند. جوری آروونن، معاون وزیر امور خارجه در امور اتحادیه اروپا گفت که جنگ سایبری، مانند نفوذ جنگ سایبری ترکیبی به فنلاند از سوی برخی حکومت‌ها، در سال ۲۰۱۶ به یک مشکل فزاینده تبدیل شد.

### در ایران
در دهه ۸۰ خورشیدی تعدادی از روزنامه‌های ایران به بهانه دروغ سیزده یا دروغ اول آوریل به انتشار اخبار جعلی در صفحات اصلی خود پرداختند. در یک مثال روزنامه شرق در شماره ۱۳ فرودین ۱۳۸۴ خود صفحه اول خود را به اخبار جعلی اختصاص داد که در آن گفته شده بود «برج میلاد در آستانه سقوط» است و «علی لاریجانی اولین تلویزیون خصوصی ایران را تأسیس می‌کند». یکی از انتقادها در شیوع اخبار کذب و فیک در ایران،‌ تعلل رسانه‌های و روابط عمومی در انتشار اخبار است. این تعلل فضا را برای انتشار اخبار فیک فراهم می‌کند. در ایران انتشار اخبار کذب، ممنوع و جرم تلقی می‌شود و اگر منجر به تشویش اذهان عمومی گردد،‌ با آن برخورد سخت‌تری خواهد شد. در انتخابات سال ۱۴۰۰ در ایران،‌ خبرگزاری های ایرانی از دستگیری جاعلان خبر در فضای انتخاباتی کشور خبر دادند.
همزمان با گسترش شبکه‌های اجتماعی و همچنین خبررسانی‌های اینترنتی، سرعت انتشار اخبار جعلی در ایران نیز همچون دیگر کشورها بیش از پیش شده‌است. در سطح حکومتی نیز، حکومت و همچنین مخالفان بارها همدیگر را به انتشار اخبار جعلی متهم کرده‌اند. رسانه‌های حکومتی ایران، از دروغ‌پراکنی رسانه‌های مخالف با جمهوری اسلامی در موضوع کشته شدن عباسعلی سلیمانی خبر داده‌اند. همچنین خبرگزاری‌های حکومتی با تحلیل اخبار منتشر شده در دوران ناآرامی‌های ایران در آبان ۱۴۰۱، رسانه‌های مخالف خود را به انتشار دروغ‌های متعدد متهم کردند. در همین راستا، یکی از راهکاری جمهوری اسلامی ایران برای مقابله با اخبار جعلی درباره خود، راه‌اندازی کمپینی با عنوان جهاد تبیین است.
در برابر رسانه‌های مخالف و منتقد جمهوری اسلامی ایران،‌ عدم شفافیت،‌ عدم استقلال تحریریه و دروغ‌پراکنی متعدد در موضوعات متنوع را رویه خبرگزاری‌ها در جمهوری اسلامی می‌دانند. انکار ورود کویید ۱۹ به ایران و تغییر در آمار مبتلایان از جمله تردیدهایی است که به صحت اخبار خبرگزاری‌های ایرانی مطرح شده است. رسانه‌های خارجی همچنین در صحت انتخابات و اخبار منتشر شده درباره آن، تردیدهایی را مطرح کرده‌اند. انتشار تحلیل‌های اشتباه و دروغین در موضوعات مختلف از جمله آمار رشد جمعیت ایران از نظر سازمان ملل، از جمله این موارد است.
علاوه بر تکذیب و تایید اخبار بین خبرگزاری‌های منتقد و طرفدار جمهوری اسلامی ایران،‌ جناح‌های سیاسی در ایران نیز یکدیگر را به پخش اخبار دروغ متهم می‌کنند.

### در اسرائیل
در اردیبهشت ۱۴۰۲ خبرگزاری های اسرائیلی از ایجاد یک ائتلاف بین اسرائیل و اسپانیا در برابر ایران خبر دادند که کمی بعد توسط وزیر امور خارجه اسپانیا تکذیب شد. در جدیدترین مطالعات انجام شده در باره اظهار نظرات رهبران سیاسی اسراپیل، گفته شده است که بیش از 70 درصد از این اظهارات دقیق نبودند. رسانه‌های فلسطینی، خبرگزاری‌های اسرائیلی را به نشر اخبار دروغ در زمینه نقض حقوق شهروندان فلسطینی متهم می‌کنند.

### در اوکراین
از زمان  آغاز بحران اوکراین در سال ۲۰۱۴، رسانه‌های اوکراینی چندین خبر جعلی و تصاویر گمراه‌کننده منتشر کردند، از جمله یک عکس از مردی با خالکوبی نقاشی شده با فتوشاپ که ظاهراً نشان می‌داد که او متعلق به نیروهای ویژه روسیه. تهدید حمله اتمی روسیه به نیروهای اوکراینی موضوع تکراری این اخبار جعلی این بود که روسیه تنها علت بحران و جنگ در دونباس است. خبرگزاری‌های آمریکایی، خبرگزاری‌های اوکراینی را به دروغگویی در نشر اخبار در زمینه اخبار جنگ بین اوکراین و روسیه متهم کرده اند.
در ۲۹ می ۲۰۱۸، رسانه ها و مقامات دولتی اوکراین اعلام کردند که آرکادی بابچنکو روزنامه نگار روسی در آپارتمان خود در کیف ترور شده است. این نخستین خبر جعلی ساخته شده به صورت رسمی توسط یک مقام بلند پایه اوکراینی بوده است که با صحنه‌سازی شکل گرفته بود.

## موضوعات اخبار جعلی

### تئوری توطئه
نظریه پردازان تئوری توطئه، همواره از نشر دهندگان اخبار جعلی یا جهت‌دار بودند. این افراد سعی دارند با انتشار این اخبار و ایجاد کنش و واکنش برای تئوری‌های خود منبع ایجاد کنند.

### «دیس‌اینفودمی» و «عفونت خبری» در دنیاگیری کرونا
در ماه‌های ابتدایی سال ۲۰۲۰ که کروناویروس راه خود را به اخبار و رسانه‌های جهان باز می‌کرد، همزمان انتشار اخبار دروغین نیز پرطرفدار بود. بسیاری اخبار جعلی را مهم‌ترین دشمن مقابله با ویروس کرونا می‌دانند. انتشار اخبار نادرست در دوران کرونا باعث شد جان صدها نفر گرفته شود. اثرات مثبت نوشیدن الکل در پیشگیری از این ویروس از جمله اخبار نادرست در این زمینه بودند.
شیوع کووید 19 در جهان و انتشار سریع و گسترده اخبار غیرواقعی به‌ویژه در زمان شروع این بیماری دنیاگیر (پاندمی) نگرانی کارشناسان حوزه سلامت و ارتباطات را در پی داشت. همه‌گیری یک بیماری به میزان شیوع و نرخ بهبودیافتگان و فوت‌شدگان بستگی دارد و همه تلاش مراجع بهداشتی کاهش میزان سرایت بیماری و نرخ مرگ و میر است. درباره انتشار اخبار و اطلاعات نیز می‌توان گفت زمانی که سرعت انتشار و انتقال اخبار از سرعت فراموش‌شدن آن‌ها بیشتر شود این اخبار همه‌گیر می‌شوند. در حقیقت، شبکه‌های اجتماعی و پیام‌رسان‌ها به افزایش سرعت انتشار و انتقال اخبار کمک می‌کنند و برخی از این اطلاعات در حدی جذاب و فریبنده است که در ذهن ماندگار می‌شود و سرعت فراموش شدن آن از سرعت انتقال کمتر می‌شود. اخبار جعلی روایت‌های خبری است که رسانه‌های اجتماعی با تقلید از منابع خبری مشروع منتشر می‌کنند، به سرعت در شبکه‌ها منتشر می‌شوند و تکذیبیه‌هایشان کمتر دیده می‌شود. در چنین فضایی آلودگی اطلاعاتی پدید می‌آید و افکار عمومی و ذهنیت جمعی در یک گستره  زمانی و مکانی درگیر اطلاعات غیرواقعی مشخصی می‌شود که از آن به عنوان «دیس‌اینفودمی» یا همه‌گیری و «شیوع اخبار و اطلاعات جعلی» نام برده می‌شود.
همان‌طور که قبلاً گفته شد، اخبار جعلی و تئوری توطئه می‌توانند بسیار به یکدیگر نزدیک شوند، در مثال دنیاگیری کروناویروس، اخبار جعلی زیر با پس زمینه تئوری توطئه از جمله عنوان‌ها پرطرفدار در بین باورمندان به این تئوری بودند:
- ویروس کرونا ساخته دست انسان است و در آزمایشگاهی در چین ساخته شده. هدف از آن حمله بیولوژیکی است.
- این ویروس اصلاً وجود ندارد، اگر هم باشد آن قدرها خطرناک نیست. کرونا یک دروغ سیاسی است و دولت‌ها بزرگش کرده‌اند.
- ابرقدرت‌های جهان با انتشار این ویروس قصد دارند سیستم حاکم بر جهان را تغییر دهند و دنیایی نو بسازند.
- کار، کار آمریکاست. می‌خواهد این ویروس را به جان مردم کشورهای ضعیف‌تر بیندازد و نابودشان کند.
- ثروتمندان جهان، مثل بیل گیتس، پشت این ویروس هستند و از آن بیشترین نفع اقتصادی را می‌برند.
- علت مرگ‌ومیر در ووهان چین، کرونا نبوده بلکه وجود دکل‌های سیستم دیجیتال 5G است. این دکل‌های اینترنت درواقع سلاح‌های کشتار جمعی هستند.

انتشار این اطلاعات نادرست چه با انگیزه سود اقتصادی، منافع سیاسی، گرفتن کلیک یا به علت نداشتن آگاهی، واکنش احساسی، احتمال مفید بودن اطلاعات یا هر نیت دیگری، اهمیت روزنامه‌نگاری را برای ارائه اطلاعات و اخبار معتبر، صحیح و قابل اعتماد بیش از پیش نشان می‌دهد.. در مقدمه کتاب خبرنگاری، اخبار جعلی و اطلاعات غلط از اصطلاح «عفونت خبری یا عفونت اطلاعاتی» برای چنین پدیده‌ای استفاده شده است زیرا عفونت‌های ویروسی بر اثر آلودگی با ویروس و عفونت خبری و اطلاعاتی بر اثر آلودگی اطلاعاتی و انتشار و تکثیر مستمر اخبار نادرست پدید می‌آید.  هر چند شاید نباید واژه «عفونت» را در کنار «خبر» قرار داد چون ممکن است از ارزش واژه خبر که به عنوان اطلاعات تازه معتبر و مطمئن است کم کند. اما باید پذیرفت که اخبار و اطلاعات جعلی به سرعت وایرال می‌شوند و تکثیر سریع آن‌ها اثرات مخربی دارد که موجب عفونت در بدنه اطلاع‌رسانی جوامع می‌شود. برای درمان نسبی این نوع عفونت و به عبارت دیگر ضدعفونی کردن جامعه، می‌توان به شیوه‌هایی چون آموزش سواد رسانه‌ای برای تشخیص اطلاعات غلط از اطلاعات صحیح، تولید اطلاعات صحیح، تنظیم‌گری و مقررات‌گذاری (رگولاتوری) و مداخله نهادها و سازمان‌های بین‌المللی و محلی اشاره کرد.